# Tiszasalamon
Tiszasalamon (ukránul: Соломоновo [Szolomonovo]) falu Ukrajnában, Kárpátalján, az Ungvári járásban.

## Fekvése
Tiszasalamon a Latorca és a Tisza között, az ukrán–magyar–szlovák hármashatár szögletében fekszik, Csap szomszédságában. Területe: 2009 hektár.
Szomszédos települések: Csap (Чоп), Záhony, Ágcsernyő (Čierna nad Tisou). Közigazgatásilag hozzá tartozik a cseh időben betelepített és ukránok által lakott Sztrázs kolónia is. A település 1000-től 1920-ig, majd 1938-tól 1944-ig Magyarországhoz tartozott (Ung vármegye), 1920-1938 között Csehszlovákia, 1945-től Kárpátalja része.
Salamon Kárpátalja nyugati részén, a Kárpátaljai-alföldnek a Csapi-Munkácsi-síkság területén helyezkedik el. A településtől délre a Tisza, északra a Latorca folyik. A fő domborzatformákat környékén a folyók hozták létre. A terület döntő többsége mára szántóföld, kert, rét és legelő, míg fás területek csak a folyók árterületén találhatóak.
A falu körüli földeket őserdők borították az 1850-es évekig, amikortól is fokozatosan kiirtották azokat. A folyószabályozásokig Salamont a Tisza és a Latorca gyakran fenyegette árvizeivel.

## Nevének magyarázata
„… Salamon helynév puszta személynévből keletkezett magyar névadással; vö.: 1138/1329: Solamin személynév…”

## Története

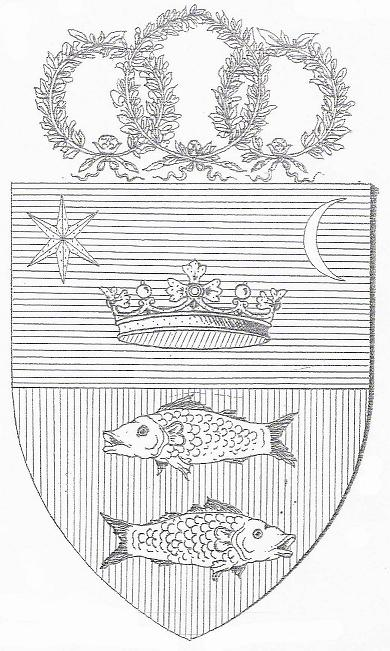
Tiszasalamon új címerének a terve 2007

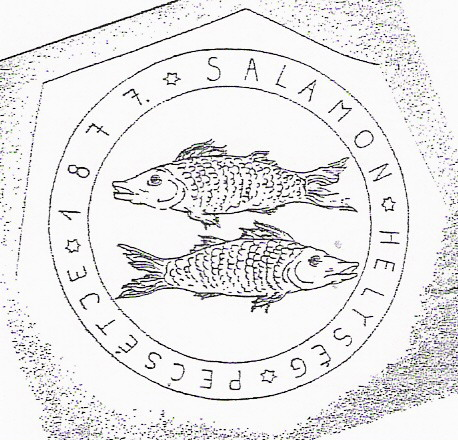
Tiszasalamon pecsétje (1877)

A falu nevét a „Salamon” személynévről kapta. Ezzel kapcsolatban egy legenda is fennmaradt.
A legenda szerint Salamon, Csap és Ásvány neve egyetlen embertől származik. Valami nagy uraság járt ezen a vidéken, amikor éppen kocsimarasztaló nagy sár volt a tengelytörő utakon. Az uraság rá is kiáltott a kocsisára: – Nosza fiam Salamon! Csapj a lovak közé, mert itt rekedünk ebben a nagy ásványban.
Salamon a térség egyik legrégibb települése. Határában magyar honfoglalás kori sírt is találtak. 1312-ben Homonnai Drugeth Fülöpé lett. Első írásos említése az 1332-1337-es pápai tizedlajstromban található. A 14. században Zemplén vármegyéhez számították. Az Aba-nembeli Amadé fiúk hűtlenségük miatt elvesztették. 1332-1337-ben „Salmon”, „Salomon”-nak írják, templomos helységként. 1387-ben vámját és tiszai révjét említik, ekkor már Ung vármegyéhez számítják. 1499-ben a Nevickei vár tartozéka. 1567-ben 7 jobbágylakosa van. A 17. században a Homonnai család ungvári uradalmához tartozott. 1600-ban földesura Homonnai László, adóalapja 10 jobbágy lakóháza. 1696-ban 10, 1715-ben Záhony falu egy részével 19, 1720-ban 17 jobbágy lakosa volt. A Tisza áradásai miatt határának csak jelentéktelen részét művelhették. A 18. században egyik része Vécsey báró tulajdona lett, másik része az ungvári uradalom tartozéka. 1786-ban magyar faluként szerepel református templommal.
Vályi András leírása 1796-ból: „SALAMON. Magyar falu Ungvár Várm. földes Ura az Ungvári Uradalom, lakosai katolikusok, fekszik Kis-Ráthoz nem meszsze, mellynek filiája, határja jó, vagyonnyai külömbfélék.”
Fényes Elek leírása 1851-ből: „Salamon, magyar falu, Ungh vgyében, a Tisza jobb partján, 22 kath., 358 ref., 9 zsidó lak. Ref. anyatemplom.”
Ekkor a falu birtokosa a Ritter-család. 1869-ben 672 főnyi lakosa volt. Salamonban 1919-ben többen a kommunista eszmék mellé álltak. Salamon 1920 előtt Ung vármegye Nagykaposi járás Tiszaháti körjegyzőséghez tartozott.
Már az 1919. szeptember 10-én megkötött Saint Germain-i békeszerződés értelmében Salamon Csehszlovákia része lesz, de majd csak a trianoni békeszerződés megkötése után csatolják el, ahol a szlovákiai Királyhelmeci járás (Kráľovskochlmecký okres) része lett, ami a Kassai megye (Košická župa) része volt.
1922-től a csehek a falu mellé egész családokat telepítettek, hogy fellazítsák a helyi magyarságot. Így idővel kialakult a Sztrázskolónia. A kommunistáknak Salamonban is volt pártcsoportja, ami 1922-ben alakult és a csapi pártszervezet irányítása alatt működött.

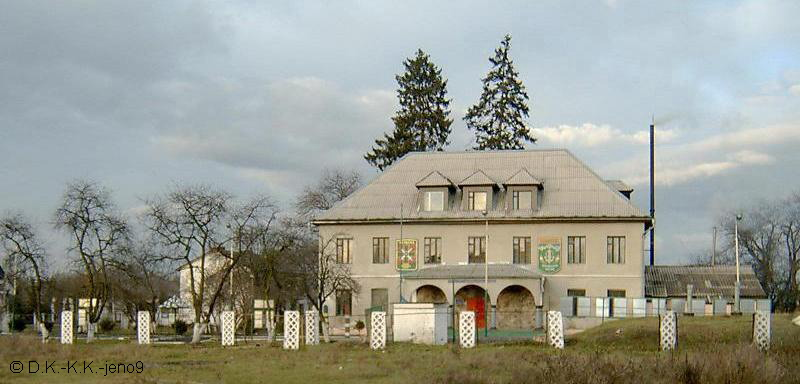
Az egykori salamoni uradalmi központ, ma a határőrség használja

Az első bécsi döntést követően (1938. november 2.) visszacsatolták Magyarországhoz. 1940-ben Salamon Ung vármegye Ungvári járás Csapi körjegyzőségének része volt. A települést a magyar-német csapatok 1944. november 23-án adták fel és foglalja el a szovjet „felszabadító” hadsereg. 1944-ben a sztálinisták 43 férfit hurcoltak el a településről az úgynevezett „málenykij robot” során. Közülük 19-en soha nem tértek haza családjukhoz.
1945. június 29-e után az Ukrán Szovjet Szocialista Köztársasághoz csatolták Csapot és Tiszasalamont a szovjet-csehszlovák szerződés értelmében. 1950-ben Salamon központjában parkot létesítettek, 1953-ban teljesen villamosítják a községet. 1960-ban a szovhoz költségén és társadalmi munkával általános iskolát építettek. 1964-ig a falu neve ukránul Шоломонове. 1991-től a független Ukrajna része.
Az 1990-es évek elején a Szovjetunió megszűntével a falu gazdasága tönkrement. A lakosság nagy része a „határból” és egyéb munkalehetőségekből próbált megélni. Az utóbbi pár esztendőben a falu ismét fejlődésnek indult. A helység határában terül el a Kárpátaljai Szabad Gazdasági Övezet, ahová az elmúlt években több nyugati világcég korszerű gyárat, gyáregységet telepített. 2002-ben bevezették a földgázt. 2005 végére 2 kilométernyi vízvezetéket építettek ki a faluban.

## Népesség
- 1828 – 353 fő
- 1869 – 672 fő
- 1890 – 807 fő: magyar 769 (95,2%), német 30, ruszin 5, szlovák 3 fő
- 1910 – 768 fő
- 1940 – 932 fő: magyar 874 (93,8%), ruszin 52 (5,6%), szlovák 2 (0,2%), egyéb 4 (0,4%) fő
- 1944 – 972 fő
- 1969 – 1459 fő
- 1982 – 1427 fő
- 1989 – 1420 fő, ebből magyar 1000 fő (70,4%)
- 1991 – 1480 fő, ebből magyar 1050 fő (70,9%)
- 2003 – 1387 fő: magyar 833 fő (60,1%), ukrán 39%, egyéb 0,9%
- 2007 – 1342 fő: magyar 70%, ukrán 29%, egyéb 1%

Zárt közösségét az utóbbi időben egyre több betelepülő ukrán család lazítja fel. A fiatalság körében nagyméretű az elvándorlás és az ingázás.

| 2001 | 1 342 |

A népesség anyanyelv szerinti megoszlása a teljes népesség %-ában (2001)

## Gazdasága
A falu földterületének egy része napjainkban privatizálva van. A lakosság nagy része a szomszédos Csapon dolgozik. Napjainkban a falu gazdasága nagyon fellendült. A falu területén két gyár is található: a Škoda autógyár és az Edelweiss parkettagyár. A szabad gazdasági övezetben van jelen az Avtoport-Csop, ami a kamionokon történő áruforgalommal foglalkozik. Itt nyitotta meg a Volkswagen a személyautó összeszerelő üzemét, amelyben Škoda és Volkswagen személygépkocsikat raknak össze.

## Emlékhelyei, nevezetességei

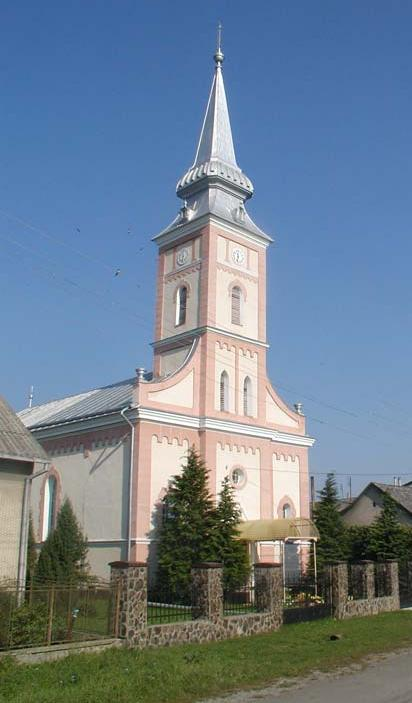
A salamoni református templom

A református templom 1903-ban épült, melyet 2003-ban a 100 éves évforduló alkalmából újítottak fel. A salamoni temetőben áll a sztálinizmus és a második világháború áldozatainak az emlékműve. Először 1989. november 21-én kopjafát szenteltek a munkatáborokban meghaltak emlékére, amely helyett később emlékművet állítottak. A falu központjában található a második világháborús szovjet emlékmű. A községháza épületének falán pedig Salamon szovjet „felszabadítását” méltató emléktábla látható.